# Salacia devredii
Salacia devredii är en benvedsväxtart som beskrevs av Rudolf Wilczek. Salacia devredii ingår i släktet Salacia och familjen Celastraceae. Inga underarter finns listade.